# 萬花迎春
《萬花迎春》（英語：The Dancing Millionairess）是1964年上映的一部香港歌舞電影，由陶秦執導，樂蒂、陳厚、藍娣及胡金銓主演，講述富家女與樂團青年的愛情喜劇；為該年度邵氏兄弟有限公司出品的香港賀歲片。本片榮獲第11届亞洲電影節最佳歌曲及第3屆金馬獎最佳音樂。

## 角色
| 演員     | 角色     | 備註                         |
| 樂蒂     | 梅倩如   | 四海公司董事長，富家小姐     |
| 陳厚     | 陳君邁   | 萬花歌舞團台柱               |
| 藍娣     | 郭玲玲   | 萬花歌舞團女少東，郭維德之女 |
| 胡金銓   | 劉三     | 萬花歌舞團團員，君邁的好友   |
| 蔣光超   | 郭維德   | 萬花歌舞團東主，郭玲玲之父   |
| 高寶樹   | 孫太太   | 梅家管家                     |
| 李昆     | 華乙之   | 萬花歌舞團團員，君邁的好友   |
|          | 夏小姐   |                              |
| 夏儀秋   | 徐秘書   |                              |
| 歐陽莎菲 | 如姑母   | 梅倩如的姑母                 |
| 洛奇     | 許經理   | 於四海企業公司任職經理       |
| 莊元庸   | 楊小姐   | (客串)                       |
| 馬笑儂   | 房東太太 |                              |
| 邢慧     | 團員     | (客串)                       |
| 李菁     | 團員     | (客串)                       |
| 秦萍     | 團員     | (客串)                       |
| 張燕     | 團員     | (客串)                       |
| 黃莎莉   | 團員     | (客串)                       |
| 陳美寶   | 團員     | (客串)                       |
| 李紅珠   | 團員     | (客串)                       |
| 午馬     |          |                              |

## 電影歌曲

### 主題曲
| 歌名         | 演唱者 | 作曲   | 填詞 |
| 〈萬花迎春〉 | 靜婷   | 顧嘉輝 | 沈華 |

### 插曲
| 歌名       | 演唱者 | 作曲   | 填詞 |
| 〈賣花歌〉 | 靜婷   | 顧嘉輝 | 沈華 |

## 花絮
- 本片由邵氏的南國舞蹈團全體團員客串演出，並請得伊雪黛、林成人、日本舞蹈名家石井不二夫人及中島雪子編舞；多場大型歌舞佈景由野村女士設計。片末一場歌舞「萬花迎春」則改編自丹麥安徒生童話《賣火柴的女孩》。[6]

## 獎項
| 年份 | 頒獎典禮         | 獎項     | 名字   | 結果 |
| ---- | ---------------- | -------- | ------ | ---- |
| 1964 | 第11届亞洲電影節 | 最佳歌曲 | 顧嘉輝 | 獲獎 |
| 1965 | 第3届金馬獎      | 最佳音樂 | 顧嘉輝 | 獲獎 |

## 外部連結
- 香港影庫上《萬花迎春》的資料（繁體中文）
- 開眼電影網上《萬花迎春》的資料（繁體中文）
- 时光网上《萬花迎春》的資料（简体中文）
- 豆瓣电影上《萬花迎春》的資料 （简体中文）
- 互联网电影数据库（IMDb）上《萬花迎春》的资料（英文）
- 爛番茄上《萬花迎春》的資料（英文）